# Istabl Antar

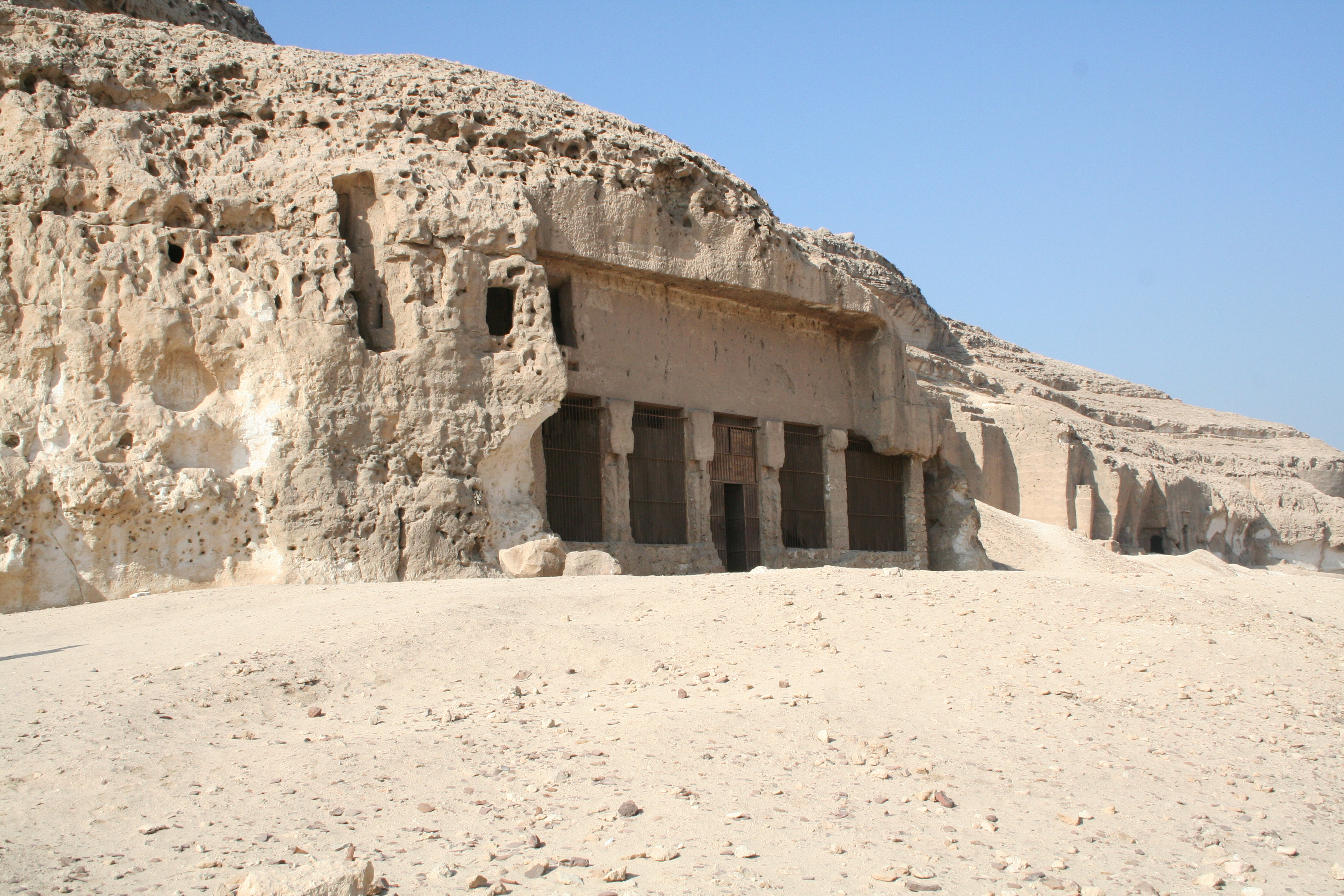
Der Felsentempel der Löwengöttin Pachet aus der Zeit der Hatschepsut

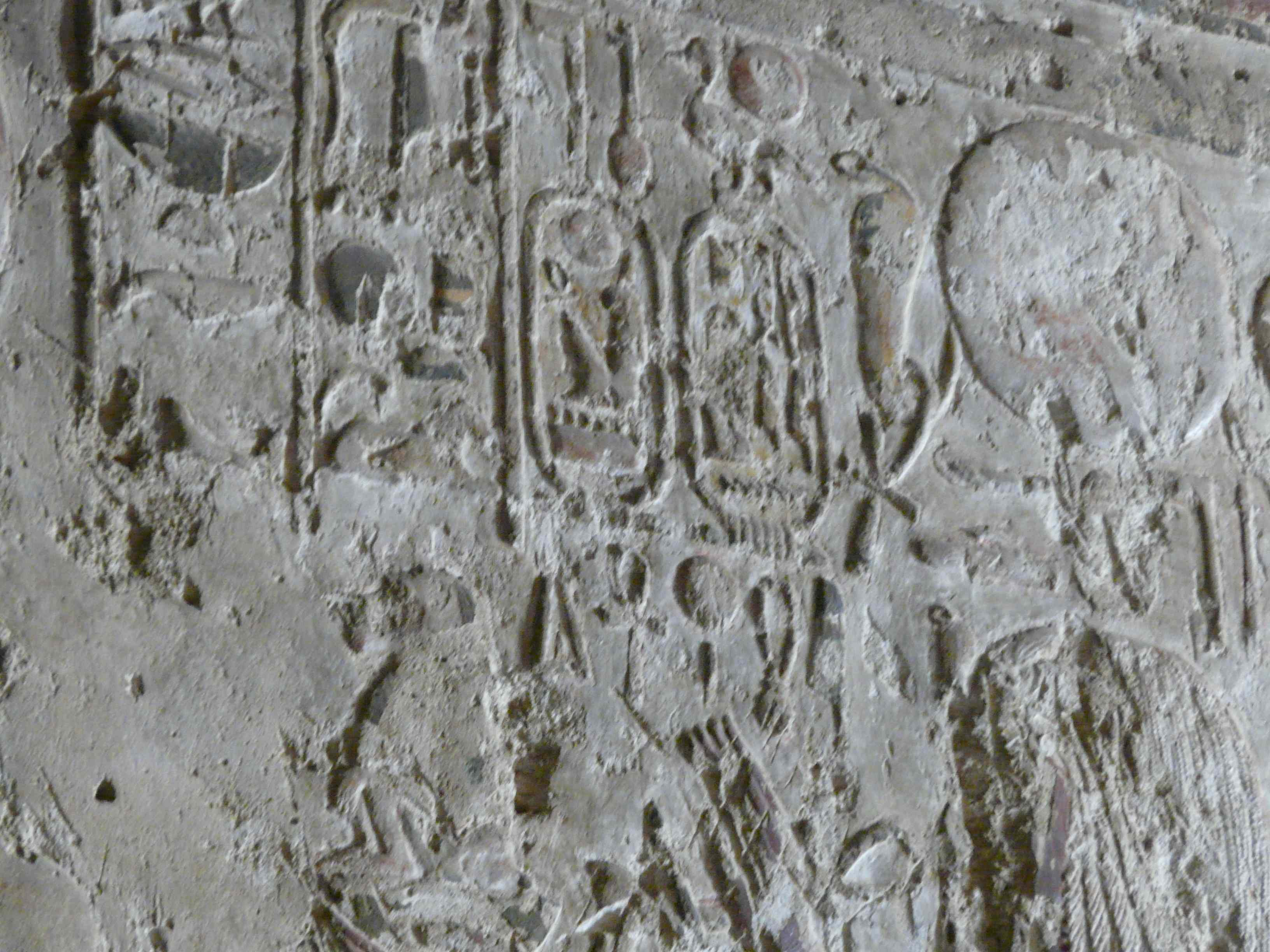
Eigen- und Thronname Sethos I.

Istabl Antar (arabisch إسطبل عنتر Istabl 'Antar, DMG Isṭabl ʿAntar; auch Speos Artemidos, „Grotte der Artemis“) ist eine archäologische Stätte in Mittelägypten. Hier, etwa fünf Kilometer südlich der Felsengräber von Beni Hasan in Mittelägypten, befindet sich der Felsentempel der Königin Hatschepsut aus der 18. Dynastie (Neues Reich). Der Tempel ist der Löwengöttin Pachet geweiht, für die ein Kult in dieser Gegend erst ab dem Neuen Reich belegt ist.
Das Monument wurde nicht fertiggestellt, denn sowohl die Hathor-Pfeiler am Tempeleingang als auch der innere Bereich des Tempels sind unvollendet. Allerdings findet sich im Innersten in einer Nische noch das Abbild der Göttin Pachet. Der Eingangsbereich weist eine Weiheinschrift auf, die die „Anprangerung der Hyksos“ enthält. In der Säulenhalle finden sich Darstellungen der Königin mit verschiedenen Göttern. Jedoch sind die Namenskartuschen in der Halle die von Sethos I. (19. Dynastie), der den Felsentempel usurpiert hat und die übrige Dekoration vornehmen ließ. Vergleichbar ist Istabl Antar mit dem Felsentempel Haremhabs in Dschabal as-Silsila.
In der Nähe des Felsentempels wurden überwiegend aus der Spätzeit stammende Gräber von „heiligen Katzen“ gefunden.